# 圣洛朗德米尔
圣洛朗德米尔（法語：Saint-Laurent-de-Mure，法語發音：[sɛ̃ loʁɑ̃ də myʁ]）是法国罗讷省的一个市镇，属于里昂区。

## 地理
圣洛朗德米尔（45°41'8"N, 5°2'41"E）面积18.63 平方千米，位于法国奥弗涅-罗讷-阿尔卑斯大区罗讷省，该省份为法国中东部省份，北起顺时针与索恩-卢瓦尔省、安省、里昂大都会、伊泽尔省和卢瓦尔省接壤。
与圣洛朗德米尔接壤的市镇（或旧市镇、城区）包括：科隆比耶-索尼约、格勒奈、萨托拉斯和邦斯、圣博内德米尔、圣皮埃尔德尚迪约。

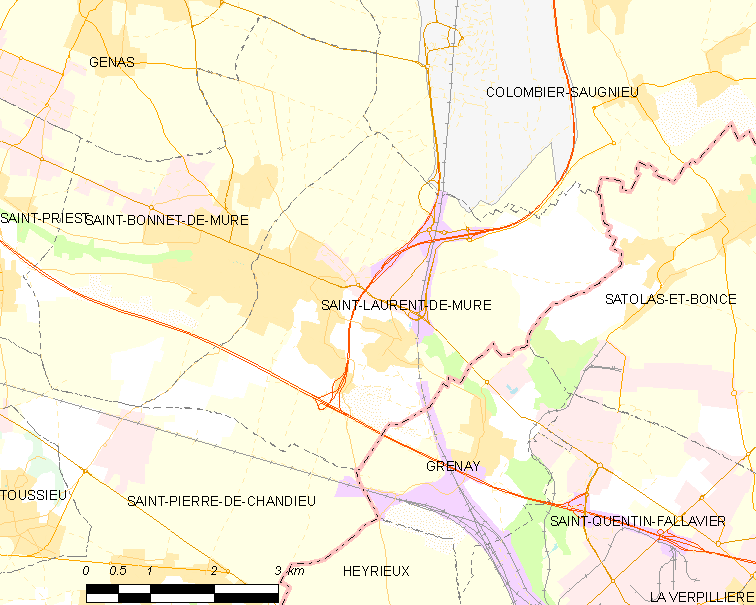
圣洛朗德米尔的OSM定位图

圣洛朗德米尔的时区为UTC+01:00、UTC+02:00（夏令时）。

## 行政
圣洛朗德米尔的邮政编码为69720，INSEE市镇编码为69288。

## 政治
圣洛朗德米尔所属的省级选区为热纳斯县。

## 人口

1962-2008年间圣洛朗德米尔人口变化图示

圣洛朗德米尔于2022年1月1日时的人口数量为5651人。